# Угарівська сільська рада
| Угарівська сільська рада — колишній орган місцевого самоврядування у Оратівському районі Вінницької області з адміністративним центром у с. Угарове. Сільській раді були підпорядковані населені пункти: - с. Угарове - с. Березівка - с. Каленівка |

## Склад ради
Рада складалась з 12 депутатів та голови.

## Керівний склад сільської ради
| ПІБ                          | Основні відомості                                                               | Дата обрання | Дата звільнення |
| ---------------------------- | ------------------------------------------------------------------------------- | ------------ | --------------- |
| Гайдайчук Олександр Петрович | Сільський голова, 1965 року народження, освіта                                  | 26.03.2006   | 31.10.2010      |
| Гайдайчук Олександр Петрович | Сільський голова, 1965 року народження, освіта середня спеціальна, безпартійний | 31.10.2010   |                 |

Примітка: таблиця складена за даними джерела